# Pseudanthias fasciatus
Pseudanthias fasciatus är en fiskart som först beskrevs av Kamohara, 1955.  Pseudanthias fasciatus ingår i släktet Pseudanthias och familjen havsabborrfiskar. Inga underarter finns listade i Catalogue of Life.